# 포스트맨은 벨을 두 번 울린다 (1946년 영화)
《포스트맨은 벨을 두 번 울린다》(The Postman Always Rings Twice)는 미국에서 제작된 테이 가넷 감독의 1946년 범죄, 드라마 영화이다. 라나 터너 등이 주연으로 출연하였고 캐리 윌슨 등이 제작에 참여하였다.

## 출연

### 주연
- 라나 터너
- 존 가필드

### 조연
- 세실 켈러웨이
- 험 크로닌
- 레온 아메스
- 오드리 토터
- 앨런 리드

## 기타
- 원작자: 제임스 M. 케인
- 미술: 세드릭 기븐스
- 미술: 랜들 두엘
- 의상: 아이린